# Maya Lauterbach
Maya Lauterbach (* 3. Juli 2002) ist eine deutsche Schauspielerin.

## Werdegang
Maya Lauterbachs Eltern sind der Schauspieler Heiner Lauterbach und dessen Ehefrau Viktoria, geb. Skaf. Maya wurde sie nach ihrer Großmutter väterlicherseits genannt.
Im Alter von zwei Jahren war sie an der Seite ihres Vaters in der Komödie Zwei Männer und ein Baby zu sehen. 2005 war sie Darstellerin in dem Fernsehfilm Andersrum. 2013 spielte sie zusammen mit ihrem Vater im Film V8 – Du willst der Beste sein und 2015 in dessen Fortsetzung V8 – Die Rache der Nitros mit, Anfang 2017 in dem zweiteiligen Fernsehfilm Spuren der Rache. 2020 spielte sie neben ihrem Vater in Enkel für Anfänger die Rolle der Merle.

## Filmografie
- 2004: Zwei Männer und ein Baby
- 2005: Andersrum
- 2013: V8 – Du willst der Beste sein
- 2015: V8 – Die Rache der Nitros
- 2016: Spuren der Rache (Fernsehzweiteiler)
- 2018: Tannbach – Schicksal eines Dorfes – Teil 5 und 6
- 2020: Enkel für Anfänger
- 2021: Die Rettung der uns bekannten Welt
- 2022: Gefährliche Nähe (Fernsehserie, 6 Episoden)